# Rudolf Koblet

Rudolf Koblet (ca. 1965)

Rudolf Koblet (* 13. Februar 1904 in Heiterthal bei Kollbrunn (Schweiz); † 20. Oktober 1983 in Zürich) war ein Schweizer Pflanzenbauwissenschaftler. Er lehrte von 1951 bis 1972 an der Eidgenössischen Technischen Hochschule in Zürich.

## Lebensweg
Koblet, Sohn eines Landwirts, studierte von 1923 bis 1926 an der Abteilung für Landwirtschaft der ETH Zürich. Es folgten Studien- und Wanderjahre in Südwestfrankreich und Kanada. Seit 1929 arbeitete er als wissenschaftlicher Mitarbeiter an der Eidgenössischen Landwirtschaftlichen Versuchsanstalt Zürich-Oerlikon. Hier beschäftigte er sich überwiegend mit Fragen aus dem Gebiet der Pflanzenphysiologie. 1932 promoviert er an der ETH Zürich mit einer Arbeit über die Keimung der Weymouth-Kiefer unter besonderer Berücksichtigung der Herkunft des Samens. 1940 habilitierte er sich an der gleichen Hochschule mit einer Untersuchung über die stofflichen Veränderungen im wachsenden und reifenden Weizenkorn.
1943 wurde ihm die Leitung der Eidgenössischen Landwirtschaftlichen Versuchsanstalt Zürich-Oerlikon übertragen. 1951 folgte er einem Ruf als ordentlicher Professor für Pflanzenbau an die ETH Zürich. Hier wirkte er bis zum Jahre 1972.

## Forschungsschwerpunkte
Als Hochschullehrer galt Koblets Forschungsinteresse besonders den Fragen der Bodenbearbeitung und der Fruchtfolge, vor allem jedoch den vielen ungelösten Problemen des alpinen Futterbaus. Die meisten der unter seiner Anleitung angefertigten Dissertationen hatten futterbauliche Themen zum Gegenstand. Die Ergebnisse aus den Arbeiten seiner Schüler und die Beiträge seiner eigenen Forschungen erbrachten wegweisende Erkenntnisse für die Verbesserung der Bewirtschaftungsmaßnahmen auf alpinen Grünlandstandorten.
Koblet hat das Fach Pflanzenbau in seiner ganzen Breite vertreten. Stets bemühte er sich, neue Erkenntnisse aus anderen agrarwissenschaftlichen Disziplinen und aus den Naturwissenschaften in sein pflanzenbauliches Lehr- und Forschungskonzept zu integrieren. Mehrere Übersichtsbeiträge zu pflanzenbaulichen Kernproblemen hat er im "Landwirtschaftlichen Jahrbuch der Schweiz" und in den "Schweizerischen Landwirtschaftlichen Monatsheften" veröffentlicht. Sein 1965 erschienenes, über 800 Seiten umfassendes Lehrbuch "Der landwirtschaftliche Pflanzenbau. Unter besonderer Berücksichtigung der schweizerischen Verhältnisse" gehört zu den Standardwerken der pflanzenbaulichen Fachliteratur.
Besondere Verdienste für die schweizerische Landwirtschaft erwarb sich Koblet als Vorsitzender oder Vorstandsmitglied mehrerer Fachorganisationen. Von 1954 bis 1977 war er Präsident der Arbeitsgemeinschaft zur Förderung des Futterbaus. Stets pflegte er enge Kontakte zur landwirtschaftlichen Praxis. Die traditionsreiche, 1882 gegründete Gesellschaft Schweizerischer Landwirte ernannte ihn 1982 zu ihrem Ehrenmitglied.

## Schriften (Auswahl)
- Untersuchungen über die stofflichen Veränderungen im wachsenden und reifenden Weizenkorn. Habil.-Schr. ETH Zürich 1940. Zugl. in: Berichte der Schweizerischen Botanischen Gesellschaft Bd. 50, 1940, S. 99–232.
- Wandlungen und Probleme des Pflanzenbaus seit dem 18. Jahrhundert. In: Landwirtschaftliches Jahrbuch der Schweiz Jg. 55, 1941, S. 614–622.
- Pflanzenbau und Bodenfruchtbarkeit. In: Schweizerische Landwirtschaftliche Monatshefte Jg. 37, 1959, S. 355–373.
- Der landwirtschaftliche Pflanzenbau. Unter besonderer Berücksichtigung der schweizerischen Verhältnisse. Birkhäuser Verlag Basel und Stuttgart 1965 = Lehrbücher und Monographien aus dem Gebiete der exakten Wissenschaften. Reihe der experimentellen Biologie Bd. 16.
- Hundert Jahre Gesellschaft Schweizerischer Landwirte. Denkschrift. In: Schweizerische Landwirtschaftliche Monatshefte Jg. 60, 1982, S. 313–335.